# Parachnoidea rylandi
Parachnoidea rylandi is een mosdiertjessoort uit de familie van de Arachnidiidae. De wetenschappelijke naam van de soort is voor het eerst geldig gepubliceerd in 1979 door d'Hondt.